# Bé Stam
Berend (Bé) Stam (Oude Pekela, 1 juli 1939 – Enschede, 17 november 2012) was een Nederlandse politicus. Hij was lid van de Eerste Kamer voor de Partij van de Arbeid.

## Leven en werk
Stam werd in juli 1939 in het Oost-Groningse Oude Pekela geboren als zoon van een boekhouder. Na zijn middelbareschoolopleiding ging hij sociale wetenschappen studeren aan de Rijksuniversiteit Groningen. Na het behalen van zijn doctoraal examen werd hij in 1967 stafdocent aan de sociale academie in het Overijsselse Hengelo. In deze plaats begon ook zijn politieke carrière. Hij werd in 1970 gekozen tot lid van de gemeenteraad aldaar. In 1981 werd hij gekozen tot lid van de Eerste Kamer. Hij vervulde deze functie gedurende tien jaar tot 1991. Als Eerste Kamerlid was hij plaatsvervangend voorzitter van de vaste commissie voor Nederlands-Antilliaanse en Arubaanse zaken. Daarnaast vervulde hij diverse bestuurlijke functies op plaatselijk, regionaal en landelijk niveau, zo was hij onder meer vicevoorzitter van de Euregioraad, lid van de gewestraad Twente, bestuurslid van de Kunstacademie Arnhem en lid van de raad van toezicht van de VARA.
Als Eerste Kamerlid stemde hij enkele malen afwijkend van zijn fractie. Hij verzette zich tegen het wetsvoorstel inzake basisbepalingen omtrent de medezeggenschap van personeel, ouders en leerlingen in het kleuter-, lager en voortgezet onderwijs (1981), stemde voor de Tweeverdienerswet (1983), was tegen de laagvliegoefeningen in Canada door de Koninklijke Luchtmacht (1989) en stemde tegen het wetsvoorstel omgangsrecht bij scheiding (1990).
Stam was gehuwd en had drie kinderen. Hij werd in 2009 benoemd tot ridder in de Orde van Oranje-Nassau.
- Biografisch Portaal: 37175795
- Parlement.com: vg09llmxt7yf